# Fiat Panda (2012)
 For alternative betydninger, se Fiat Panda. (Se også artikler, som begynder med Fiat Panda)
Fiat Panda er en bilmodel fra Fiat. Tredje generation (type 319) blev præsenteret på Frankfurt Motor Show 2011.
Selv om salget først startede officielt den 3. marts 2012, kom de første biler ud til forhandlerne allerede den 30. januar 2012.
Modellen findes i øjeblikket med fire forskellige motorer.

## Karakteristik
Selv om tredje generation af Fiat Panda ser fuldstændig ny ud i forhold til forgængeren, er den baseret på samme platform.
I tidens løb er denne platform blevet aktualiseret til brug for nye bilmodeller: I 2007 for Fiat 500/Ford Ka, og i 2011 for Lancia Ypsilon og den nye Fiat Uno på det brasilianske marked. Den nye Panda deler også visse æstetiske detaljer med disse bilmodeller. I modsætning til den i efteråret 2003 introducerede forgænger er bilen vokset nogle centimeter, og chassiets og kabinens passive sikkerhed er øget.

## Koncept
Den nye Fiat Pandas koncept afviger ikke ret meget fra forgængerens. Baseret på forgængerens succes, er bilens mission forblevet uforandret. Bilen er et rationelt produkt, frem for alt praktisk med fokus på komfort og rummelighed. Bilen er koncepteret som en blanding af begge forgængerne. Nogle markante elementer fra modellen fra 1980'erne er ført med over til tredje generation, selv om de af tekniske eller landespecifikke grunde gik tabt ved modelskiftet i 2003. En af disse løsninger er instrumentbrættet i den første models karakteristik med åbent handskerum, som i anden generation måtte vige pladsen for passagerairbagen. Ser man derimod på første generation udefra, ser tredje generations koncept helt nyt ud.

## Produktion
Produktionen finder sted i Pomigliano d’Arco, hvor der kan bygges op til 1.000 enheder i døgnet. Det var nødvendigt at flytte produktionen fra Tychy i Polen, da denne fabrik var fuldt belastet som følge af produktionen af Fiat 500. Flytningen til den nye fabrik er også en del af en nyt nationalt projekt, hvor Fiat vil fordoble sin personbilsproduktion i Italien. Til dette blev fabrikken i Pomigliano d’Arco, Italien (tidligere Alfa Romeo) ombygget.

## Sikkerhed
Modellen er i 2011 blevet kollsionstestet af Euro NCAP med et resultat på fire stjerner ud af fem mulige.

## Motorer
| Model             | Cylindre | Ventiler | Slagvolume cm³ | Max. effekt kW (hk) / omdr. | Max. drejningsmoment Nm / omdr. | 0-100 km/t sek. | Topfart km/t | Byggeår |
| ----------------- | -------- | -------- | -------------- | --------------------------- | ------------------------------- | --------------- | ------------ | ------- |
| Benzinmotorer     |          |          |                |                             |                                 |                 |              |         |
| 0.9 TwinAir       | 2        | 8        | 964            | 48 (65)                     | 88 / 3500                       | 15,7            | 160          | 2012 −  |
| 0.9 TwinAir Turbo | 2        | 8        | 875            | 63 (85) / 55001             | 145 / 19001                     | 11,2            | 177          | 2012 −  |
| 1.2               | 4        | 8        | 1242           | 51 (69) / 5500              | 102 / 3000                      | 14,2            | 164          | 2012 −  |
| Dieselmotorer     |          |          |                |                             |                                 |                 |              |         |
| 1.3 Multijet II   | 4        | 16       | 1248           | 55 (75) / 4000              | 190 / 1500                      | 12,8            | 168          | 2012 −  |

1 Med aktiveret Eco-tast: 57 kW (78 hk), 100 Nm ved 2900 omdr./min.